# Jasinja

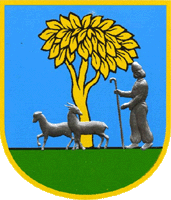
Jasinjas vapen.

Jasinja (ukrainska: Ясіня, ungerska: Kőrösmező) är ett stadsliknande samhälle i Zakarpatska oblast i västra Ukraina. Orten hade 8 043 invånare 2004. Jasinja omnämns som Kreusmezew i ett dokument från 1555.